# Straßenradsport-Weltmeisterschaften 2024

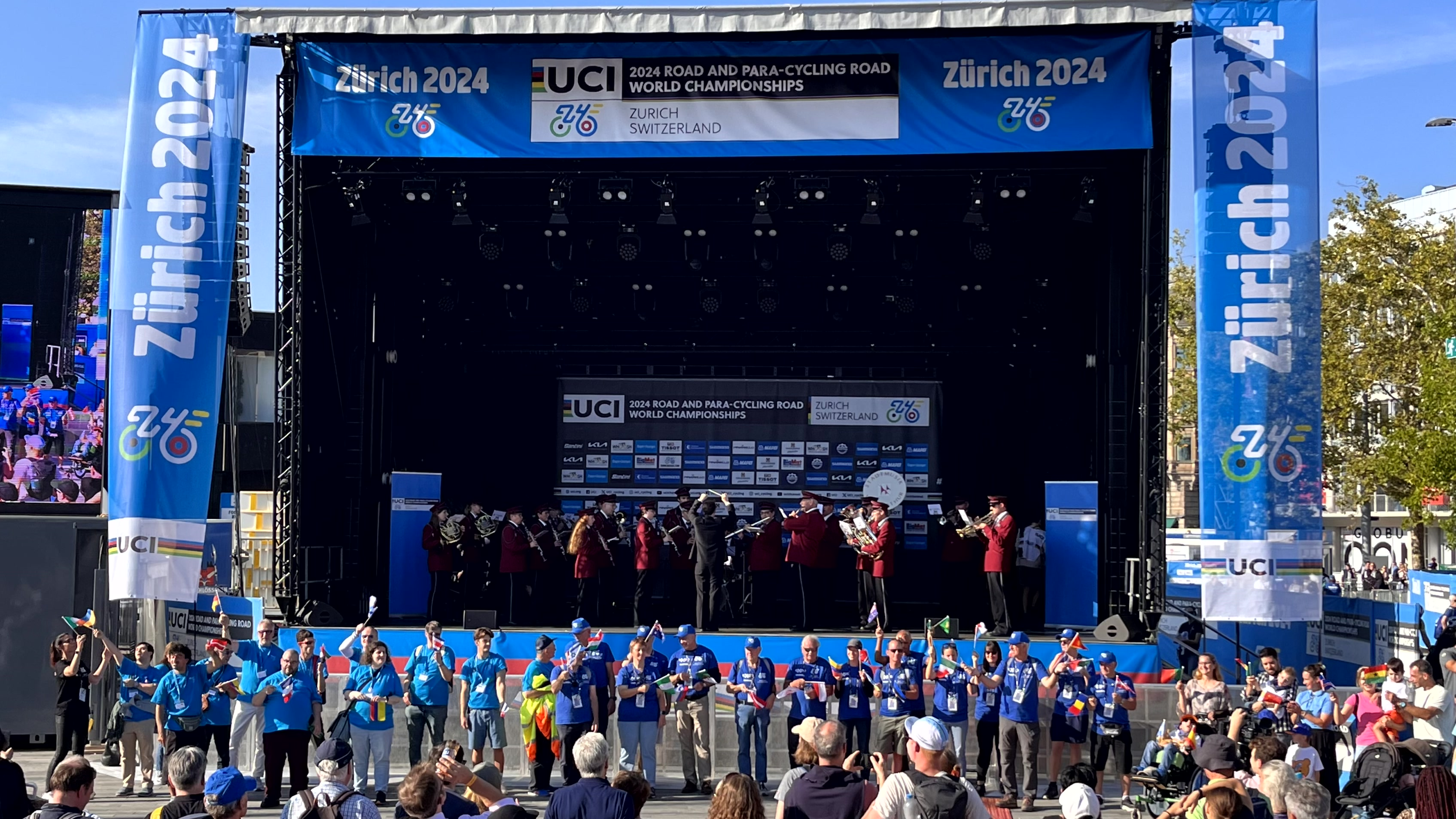
Eröffnungsfeier auf dem Sechseläutenplatz

Die Strassenradsport-Weltmeisterschaften 2024 fanden vom 21. bis 29. September 2024 um und in Zürich im Rahmen der 2024 UCI Road and Para-cycling Road World Championships statt. Die Strassen-Weltmeisterschaften bestanden aus 11 Entscheidungen mit 13 Medaillenvergaben. Für die Qualifikation galten die üblichen Kriterien.
Parallel wurden am selben Ort die Paracycling-Strassenweltmeisterschaften 2024 als integraler Bestandteil der Championships ausgetragen, was ein Novum darstellte. Die 2024 UCI Road and Para-cycling Road World Championships waren der grösste Sportanlass in der Schweiz seit der Fussball-Europameisterschaft 2008.
Beim Strassenrennen der Juniorinnen am 26. September starb die 18-jährige Schweizerin Muriel Furrer nach einem Sturz.

## Auswirkungen vor Ort

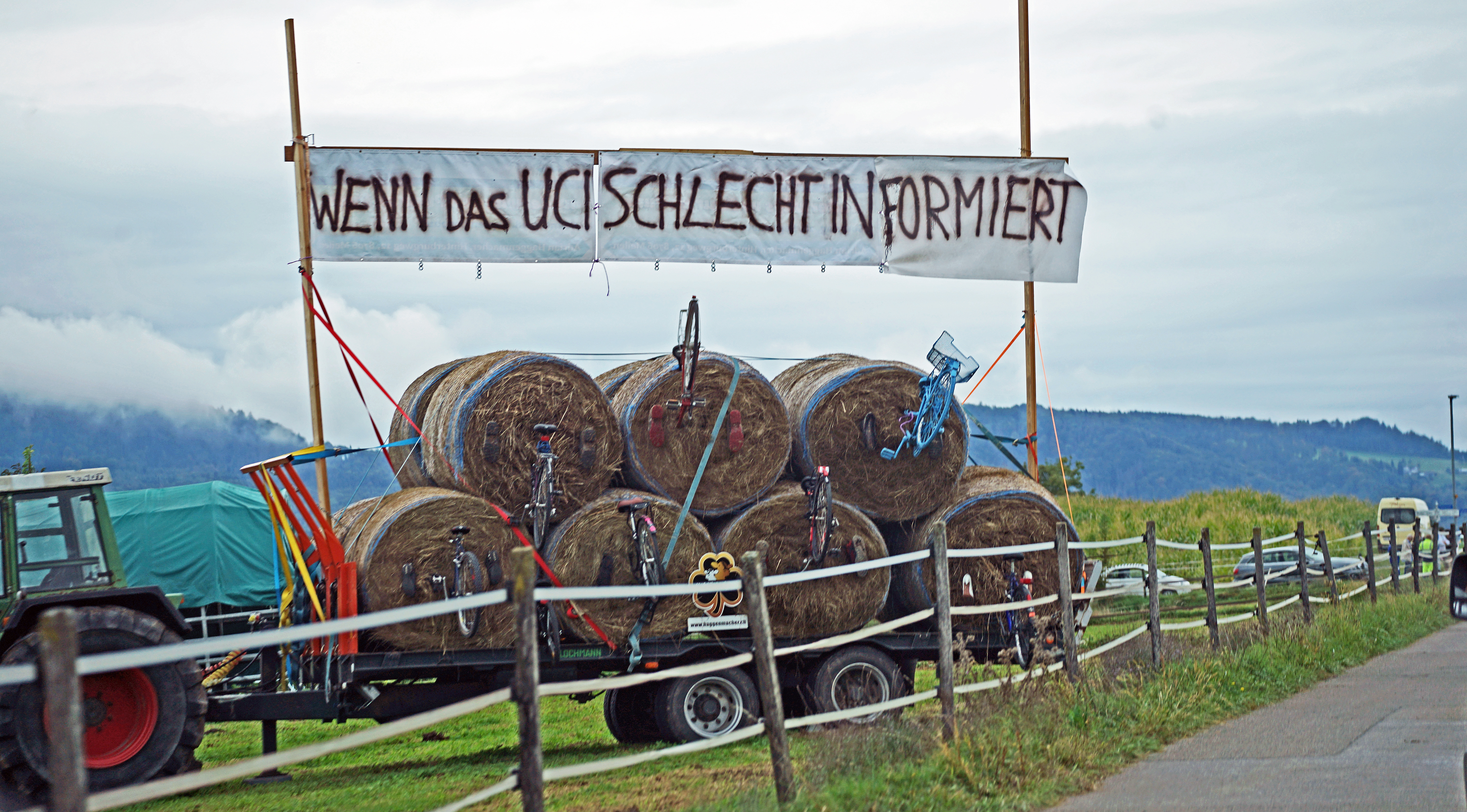
Protest von Anrainern

Wegen der Routenführung und der dadurch entstehenden Behinderungen (Strassensperrungen von fünf Uhr morgens bis 19 Uhr abends) gab es im Vorfeld viel Kritik. Gegen das Verkehrskonzept gab es allein in der Stadt Zürich Dutzende von Einsprachen von Spitalleitungen und Gewerbetreibenden. Das Kinderspital und einige Personen legten Rekurs ein, nachdem der Stadtrat im Juli 2023 die Einsprachen abgelehnt hatte. Anfang Oktober 2023 konnte eine Einigung mit dem Kinderspital und der Mehrheit der übrigen Rekurrenten erzielt werden. Das öV-Konzept wurde nachgebessert.
Für die WM mussten 40 Fußgängerinseln ab- und wiederaufgebaut werden. Rund 1800 freiwillige Helfer waren an der Durchführung der insgesamt 53 Rennen beteiligt. Das Budget betrug rund 22 Millionen Schweizer Franken. Gemäss den Organisatoren beliefen sich die Einnahmen auf rund 19 Millionen Schweizer Franken, die Ausgaben jedoch auf 23,5 Millionen Schweizer Franken. Für das Defizit von rund 4,5 Millionen Schweizer Franken sollen nun die Stadt Zürich und der Kanton Zürich aufkommen.
Bezüglich des Zuschauerzuspruchs waren die 2024 UCI Road and Para-cycling Road World Championships der grösste Sportanlass in der Schweiz seit der Fussball-Europameisterschaft 2008: Nachdem im Vorfeld 850.000 Zuschauer erwartet worden waren, sollen es schließlich geschätzt 1,2 Millionen Menschen gewesen sein, die die Rennen live vor Ort verfolgten.
Nach der WM war das Fazit von Gewerbe und Gastronomie in Zürich und den Gemeindem am See eher negativ: Gewerbetreibende meldeten Umsatzverluste, manche Geschäfte schlossen, da sie während der WM nicht erreichbar waren, ganz. Die Hotellerie wiederum konnte von der WM kaum profitieren, so Michael Böhler, Präsident des Zürcher Hotellerie Vereins. Der Stadtzürcher Sportvorsteher Filippo Leutenegger (FDP) zog eine durchwachsene Bilanz: «Der Anlass war hervorragend organisiert, aber er dauerte zu lange.» Die ausländischen Teams seien allerdings von der tadellosen Organisation in Zürich angetan gewesen.
Die Gemeinden Erlenbach und Zumikon haben dem Organisationskomitee im Dezember 2024 Rechnungen über zusammen ca. 75'000 Franken geschickt für ungedeckte Aufwendungen vor allem im Sicherheitsbereich.

## Tödlicher Unfall

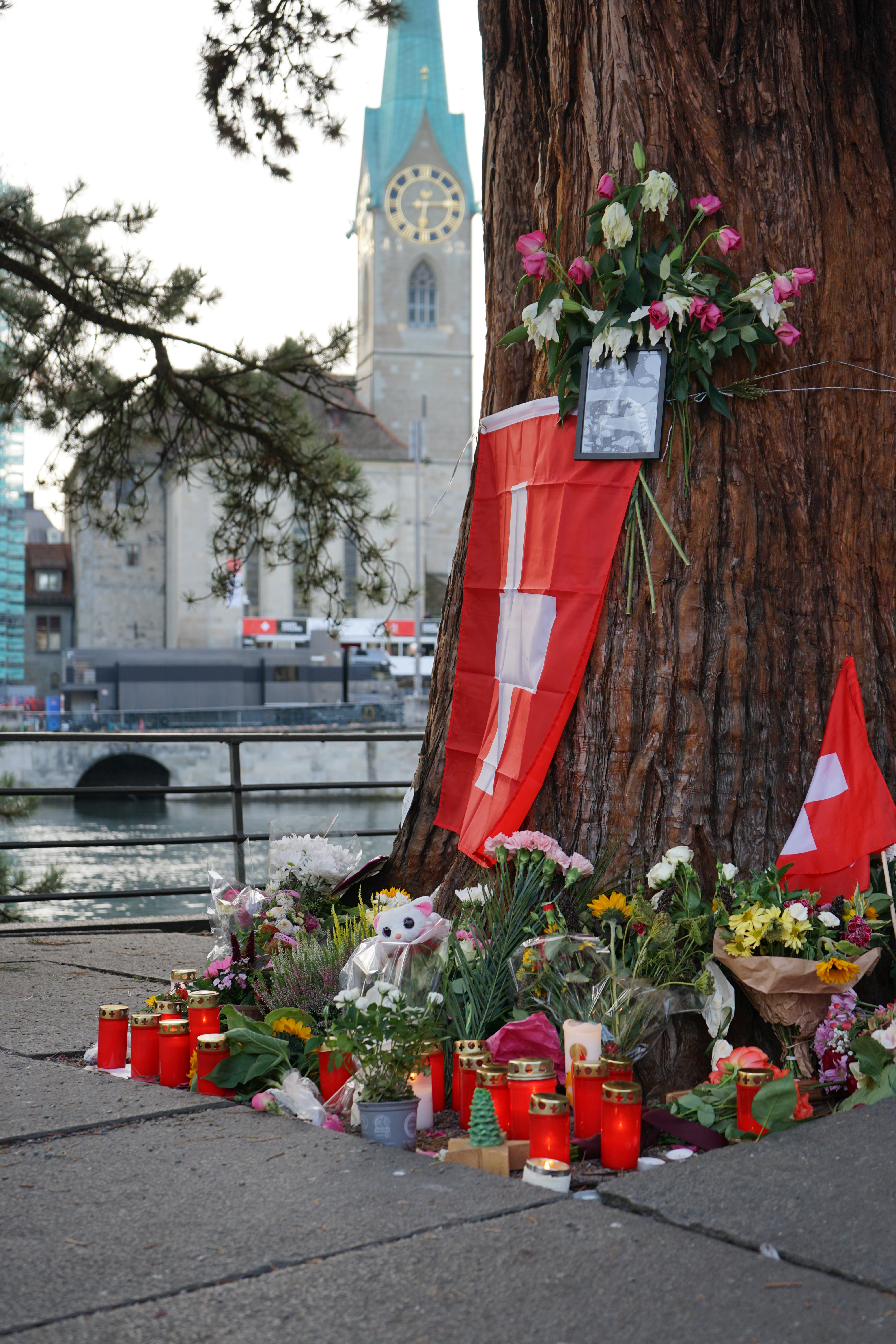
Gedenkstätte für Muriel Furrer in Zürich

Beim Strassenrennen der Juniorinnen am 26. September erlitt die 18-jährige Schweizerin Muriel Furrer durch einen Sturz bei Starkregen auf der Schmalzgruebstrasse im Wald von Küsnacht ein schweres Schädel-Hirn-Trauma und erlag am Tag darauf ihren Verletzungen. Ein Schweizer Rennfahrer hatte die kurvenreiche Abfahrt der Schmalzgrueb-Passage zuvor als abgelegenste des ganzen Circuit bezeichnet. Erst im Jahr zuvor war der 26-jährige Schweizer Fahrer Gino Mäder während der Tour de Suisse nach einem Sturz gestorben.
Olivier Senn, Sportlicher Leiter der WM: «Es hat in letzter Zeit definitiv zu viele Todesfälle gegeben.» Man habe der UCI mitgeteilt, dass sich in Sachen Sicherheit etwas bewegen müsse. So habe man keinen Zugriff auf die GPS-Daten der Fahrerinnen und Fahrer gehabt. Muriel Furrer habe nach ihrem Sturz lange verletzt unentdeckt abseits der Strecke gelegen; für solche Fälle sei GPS-Tracking eine Lösung.

## Kurs
Das Wettbewerbsprogramm war gegenüber den Vorjahren unverändert. In den sechs Kategorien Elite, U23 und Junioren (jeweils Männer und Frauen) gab es Strassenrennen und Einzelzeitfahren. Bei den Frauen starteten wie schon im Vorjahr die Fahrerinnen der Elite und der U23 jeweils gemeinsam, die U23-Fahrerinnen nahmen dabei an der Elite-Wertung und zusätzlich an einer gesonderten U23-Wertung teil. Ausserdem gab es eine Mixed-Staffel.
Die Höhenprofile der Strecken wurden am Rande der Strassenradsport-Weltmeisterschaften 2023 bekanntgegeben, die genauen Streckenpläne im März 2024.

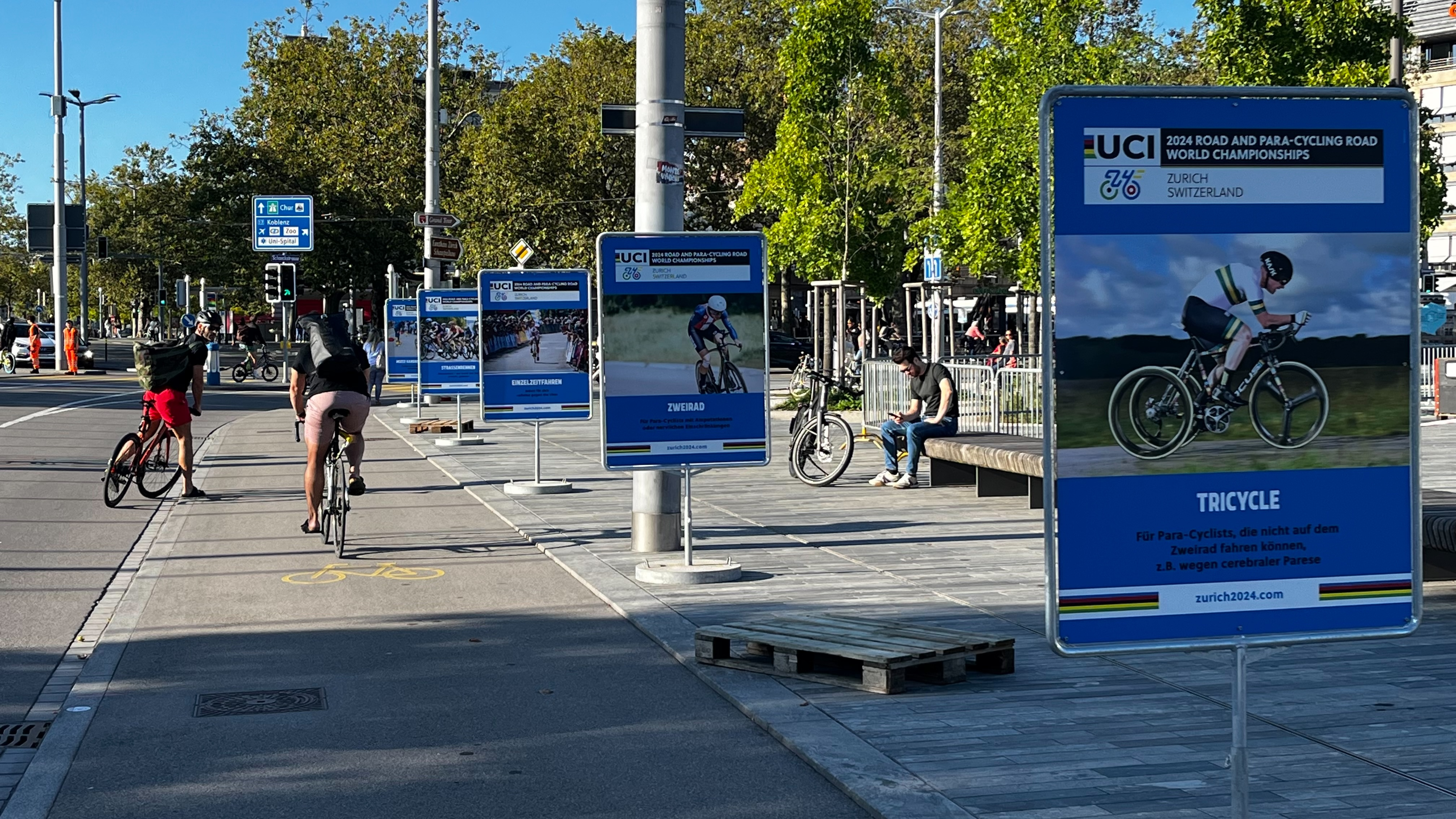
Werbeplakate für die Weltmeisterschaft entlang der Zielgeraden am Sechseläutenplatz in Zürich im September 2023

Alle Rennen endeten am Bellevue/Sechseläutenplatz in Zürichs Innenstadt. Die Strecken verliefen mehrheitlich im Südosten von Zürich im Pfannenstielgebiet und Zürcher Oberland. Das Gebiet war schon von der Meisterschaft von Zürich und anderen Rennen bekannt.
Startorte waren der Sechseläutenplatz, Uster, Gossau, Winterthur und die offene Rennbahn in Zürich-Oerlikon.

### Strassenrennen
Herzstück der Strassenrennen war der Rundkurs (siehe unten), der zum Schluss befahren wurde, je nach Kategorie unterschiedlich oft.

#### Männer Elite
Das Eliterennen der Herren wurde in Winterthur gestartet. Nach einer Runde durchs Weinland (ca. 40 Kilometer und 400 Höhenmeter) folgte eine Überführung nach Zürich mit einem sehr steilen Anstieg nach Kyburg (150 Meter auf weniger als 1400 Meter; durchschnittlich 12 %, maximal 16 % Steigung) und einem Anstieg von Maur nach Binz (663 m). Danach folgten sieben Passagen des Rundkurses. Mit 274 Kilometern war es die längste Strecke an Weltmeisterschaften seit 1982 respektive seit 1981, wenn man noch den neutralisierten Start hinzuzählte.

#### Übrige Strassenrennen
Die anderen Strassenrennen begannen in Uster und umrundeten ein- oder zweimal den Greifensee. Von Maur ging es die Pfannenstiel-Kette nach Binz hoch, wo auf den Rundkurs eingebogen wurde.

#### Rundkurs

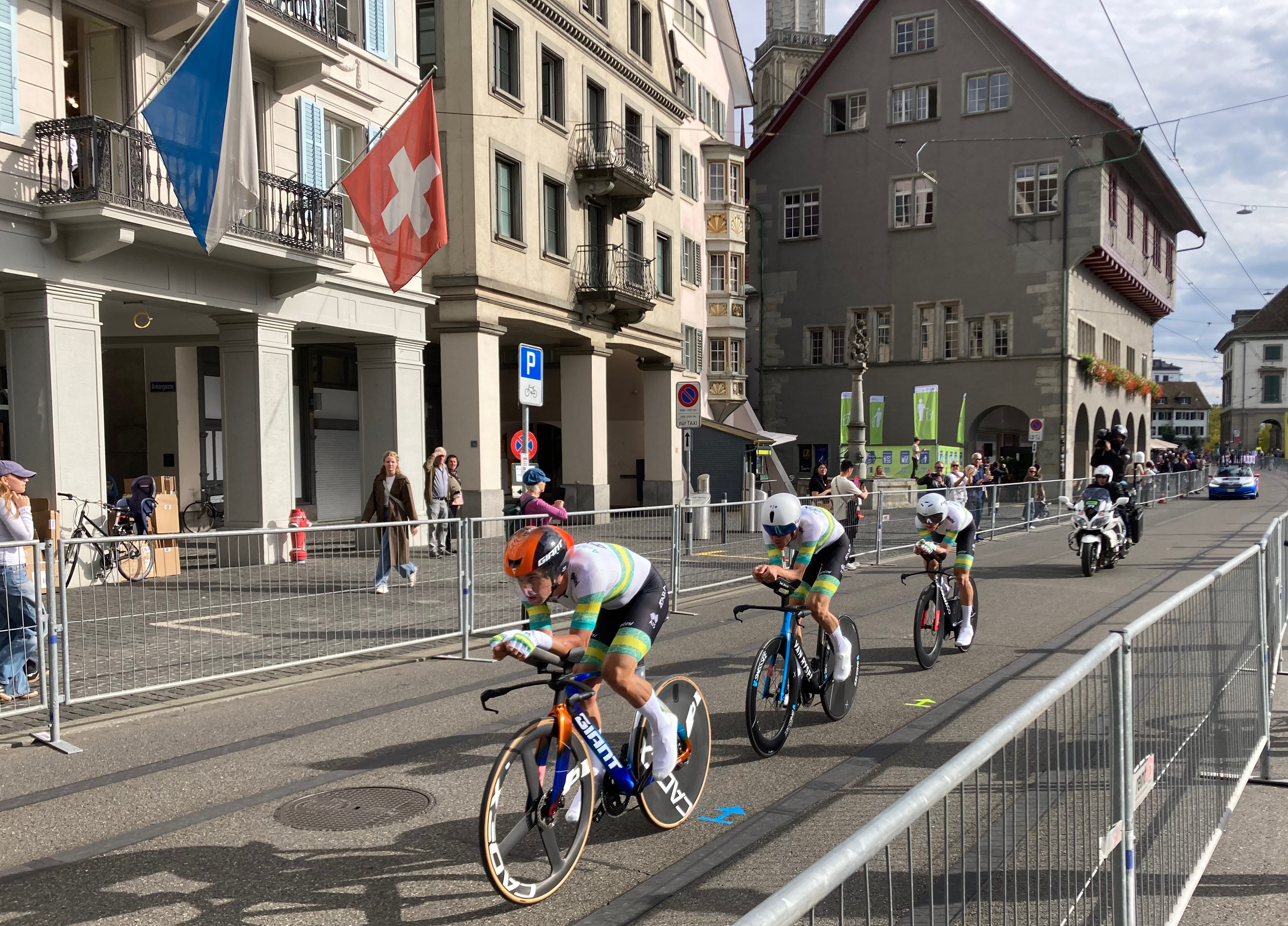
Die australischen Fahrer beim Mixed Team-Zeitfahren auf dem Limmatquai zu Beginn des Rundkurses

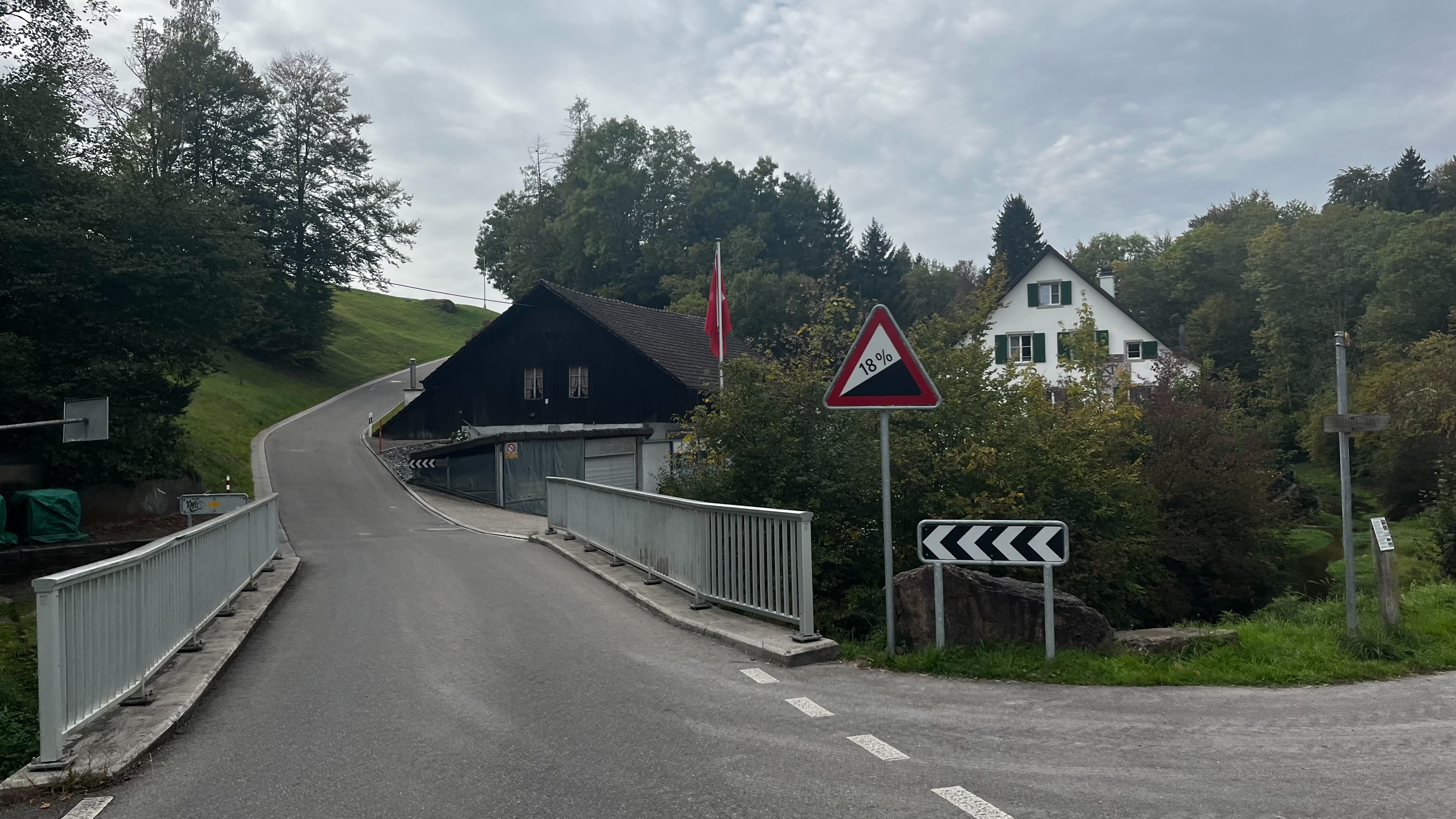
Kurzer steiler Anstieg nach der Tobelmüli

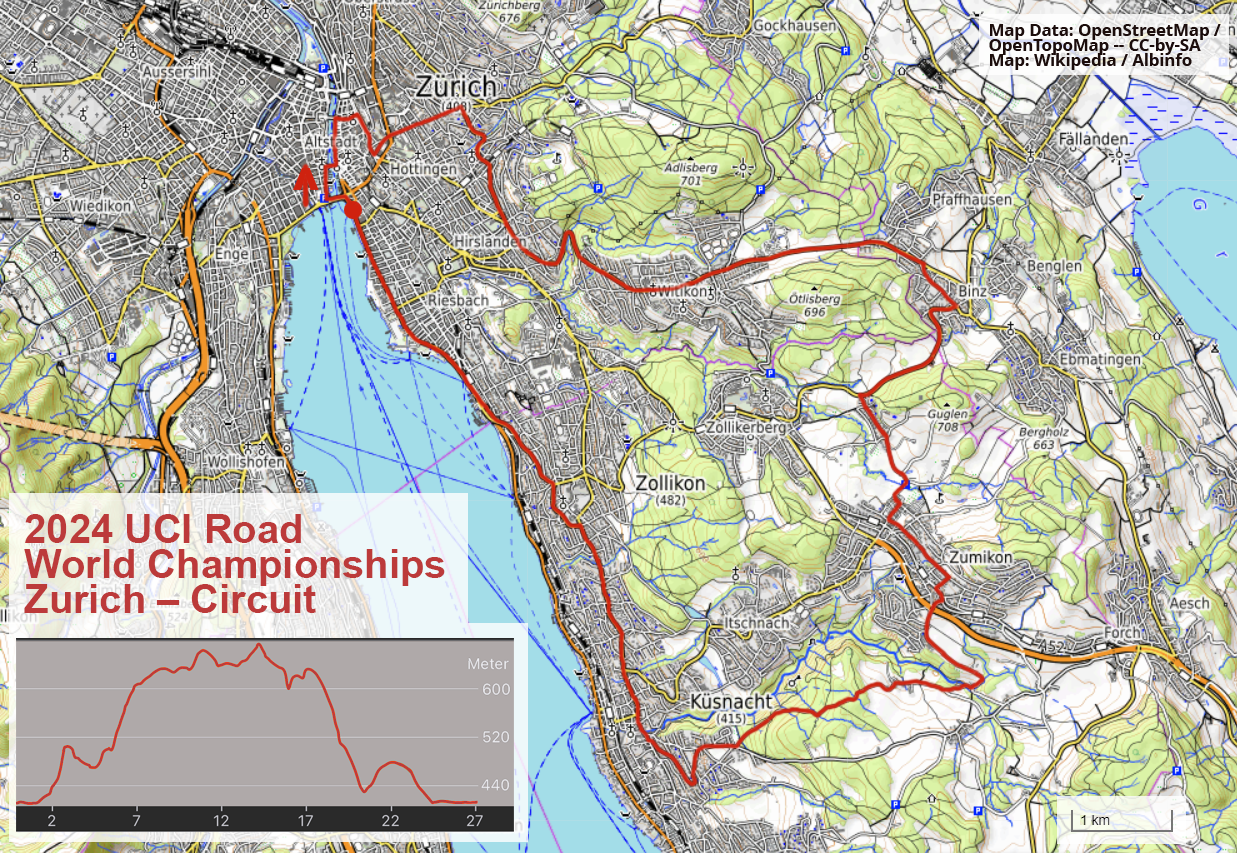
Schlussrunde

Der Rundkurs, von den Organisatoren City Circuit genannt, wurde bei allen Strassenrennen genutzt. Er wies ein unruhiges Profil auf mit vielen, teilweise steilen Anstiegen, schnellen Abfahrten, zahlreichen Richtungswechseln und teilweise engen Strässchen. Vom Ziel am Bellevue führte sie über die Quaibrücke, das Stadthausquai und die Münsterbrücke zum Limmatquai, über Mühlegasse und Seilergraben zum Kunsthaus. Darauf folgte ein steiler Anstieg die Zürichbergstrasse hoch (80 Meter auf 1200 Metern; durchschnittlich 8 % und maximal 15 % Steigung) nach Fluntern. Über die Bergstrasse ging es zum Klusplatz hinab, wo der lange Anstieg die Schlyfi hoch nach Witikon folgte (165 Höhenmeter auf vier Kilometern; in den steilen zwei Kilometern durchschnittlich 5,7 % und maximal 9 % Steigung). In Binz folgte ein weiterer, 650 Meter langer Anstieg (35 Höhenmeter). Über den Sennhof führte die Strecke nach Zumikon, wo es bis auf 675 m hoch ging. Es folgt eine erste Abfahrt zur Tobelmüli im Küsnachter Tobel, der kurze Aufstieg zur Schmalzgrueb auf dem Küsnachter Berg mit 18 % Steigung und die steile Abfahrt nach Küsnacht. Nach einem weiteren langgezogenen Anstieg ins Zentrum von Zollikon (50 Höhenmeter) ging es nach Tiefenbrunnen hinab und auf der Seestrasse zurück zum Ziel. Der Rundkurs ist 27 Kilometer lang und hat ca. 385 Höhenmeter.

### Einzelzeitfahren

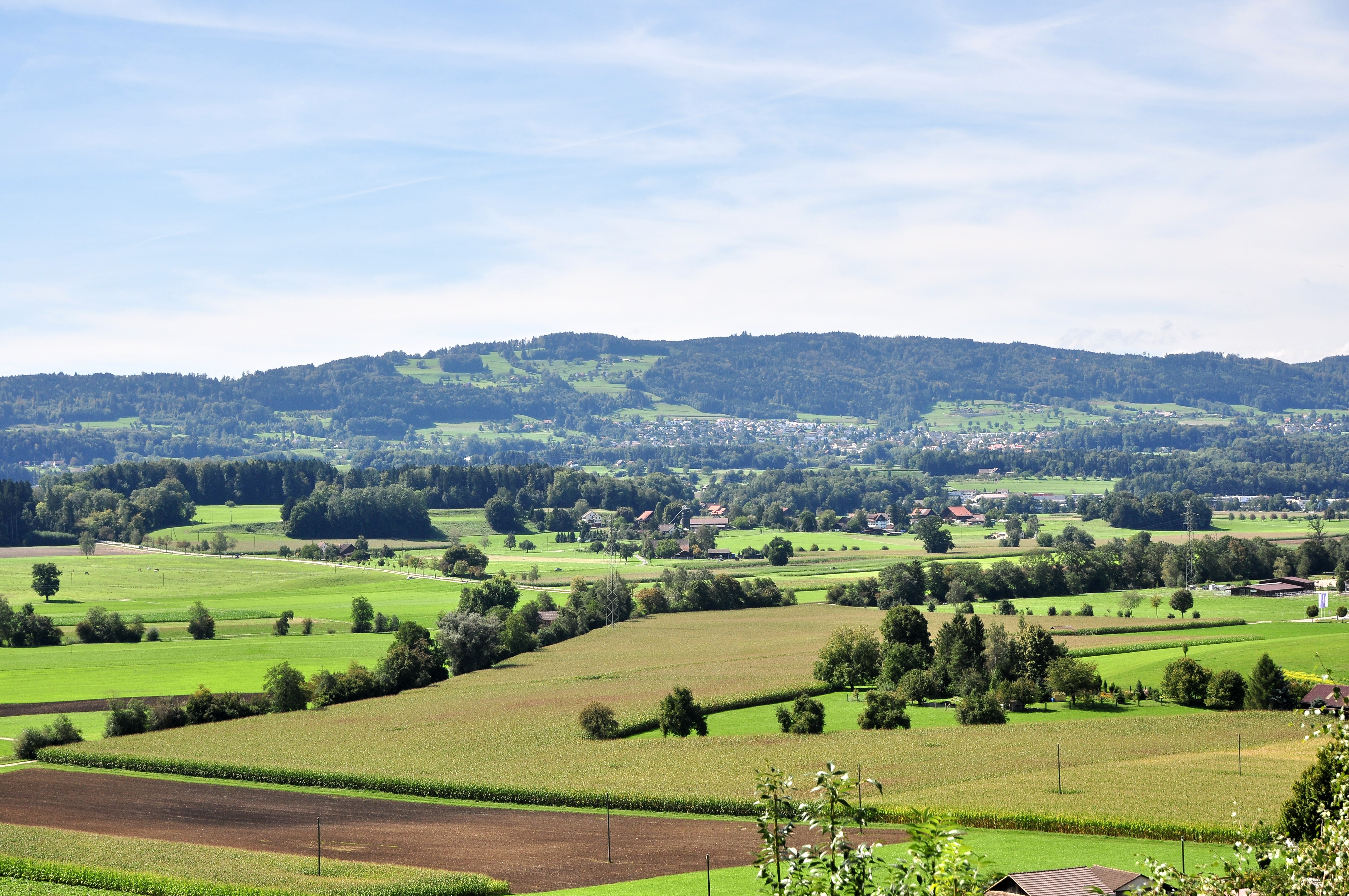
Renngebiet Zürcher Oberland: Pfannenstiel von Gossau aus gesehen

Das Zeitfahren der Herrenelite führte von Oerlikon und Dübendorf am Greifensee entlang nach Mönchaltorf. Nach den ersten 20 flachen Kilometern begann kurz nach Mönchaltorf der Anstieg: Über Oetwil am See geht es bei Oberchrüzlen (641 m) über die Pfannenstiel-Kette (7,5 Kilometer, 210 Höhenmeter). Nach einer schnellen Abfahrt von 140 Höhenmetern stieg die Strecke nochmals an nach Bergmeilen (1,4 Kilometer, 72 Höhenmeter). Dann ging es in Feldmeilen extrem steil zum Zürichsee hinab (125 Meter auf 1100 Meter). Die letzten zwölf Kilometer führten flach dem See entlang nach Zürich.
Die Zeitfahren der Frauen und der Männer U23 begannen in Gossau und zweigten in Mönchaltorf auf die Route der Elite Männer ein. Die Zeitfahren der Junioren bzw. Juniorinnen begannen am Sechseläutenplatz und führten dem See entlang bis Feldmeilen respektive Erlenbach und wieder zurück.

### Mixed-Staffel
Die Mixed-Staffel wurde auf dem Rundkurs der Strassenrennen ausgetragen, der von den Männern wie von den Frauen je einmal durchfahren wurde.

## Zeitplan
Das detaillierte Programm wurde im März 2024 bekanntgegeben. Die folgenden Angaben basieren auf den Angaben der Organisatoren.
| Datum                   | Zeit (MESZ) | Wettbewerb                           | Distanz  | Strecke | Höhenmeter |
| ----------------------- | ----------- | ------------------------------------ | -------- | --- | ---------- |
| Sonntag, 22. September  | 12:00       | Einzelzeitfahren Frauen Elite        | 029,9 km | Gossau – Mönchaltorf – Oetwil a.S. – Oberchrüzlen – Feldmeilen – Küsnacht – Zürich | 0327 m     |
| Sonntag, 22. September  | 14:45       | Einzelzeitfahren Männer Elite        | 046,1 km | Rennbahn Oerlikon – Dübendorf – Maur – Mönchaltorf – Oetwil a.S. – Oberchrüzlen – Feldmeilen – Küsnacht – Zürich | 0413 m     |
| Mittwoch, 25. September | 14:00       | Mixed-Team-Staffel (Team-Zeitfahren) | 053,7 km | 2 Mal Rundkurs | 0948 m     |
| Samstag, 28. September  | 12:45       | Straßenrennen Frauen Elite           | 154,1 km | Uster – Maur – Uster – Maur – Binz – Zumikon – Küsnacht – Zürich – 4 Mal Rundkurs | 2384 m     |
| Sonntag, 29. September  | 10:30       | Straßenrennen Männer Elite           | 273,9 km | Winterthur – Oberwinterthur (Rennfreigabe, km 0) – Seuzach – Hettlingen – Henggart – Flaach – Buch – Neftenbach – Winterthur – Seen – Kyburg – Agasul – Illnau – Gutenswil – Fällanden – Maur – Binz – Zumikon – Küsnacht – Zürich – 7 Mal Rundkurs | 4470 m     |

| Datum                     | Zeit (MESZ) | Wettbewerb                   | Distanz  | Strecke                                                                                          | Höhenmeter |
| ------------------------- | ----------- | ---------------------------- | -------- | ------------------------------------------------------------------------------------------------ | ---------- |
| Montag, 23. September     | 09:15       | Einzelzeitfahren Junioren    | 024,9 km | Zürich – Feldmeilen – Zürich                                                                     | 040 m      |
| Montag, 23. September     | 14:45       | Einzelzeitfahren Männer U23  | 029,9 km | Gossau – Mönchaltorf – Oetwil a.S. – Oberchrüzlen – Feldmeilen – Küsnacht – Zürich               | 0327 m     |
| Dienstag, 24. September   | 08:30       | Einzelzeitfahren Juniorinnen | 018,8 km | Zürich – Erlenbach – Zürich                                                                      | 036 m      |
| Donnerstag, 26. September | 10:00       | Straßenrennen Juniorinnen    | 073,6 km | Uster – Maur – Uster – Maur – Binz – Zumikon – Küsnacht – Zürich – 1 Mal Rundkurs                | 0972 m     |
| Donnerstag, 26. September | 14:15       | Straßenrennen Junioren       | 127,2 km | Uster – Maur – Uster – Maur – Binz – Zumikon – Küsnacht – Zürich – 3 Mal Rundkurs                | 1913 m     |
| Freitag, 27. September    | 12:45       | Straßenrennen Männer U23     | 173,6 km | Uster – Maur – Uster – Maur – Uster – Maur – Binz – Zumikon – Küsnacht – Zürich – 4 Mal Rundkurs | 2483 m     |

## Resultate

### Frauen Elite

#### Einzelzeitfahren
| Platz | Name                    | Land | Zeit                       |
| ----- | ----------------------- | ---- | -------------------------- |
| 1     | Grace Brown             | AUS  | 39:16,04 min (45,687 km/h) |
| 2     | Demi Vollering          | NED  | + 0:16 min                 |
| 3     | Chloé Dygert            | USA  | + 0:56 min                 |
| 4     | Antonia Niedermaier     | GER  | + 1:05 min                 |
| 5     | Lotte Kopecky           | BEL  | + 1:39 min                 |
| 6     | Christina Schweinberger | AUT  | + 1:44 min                 |
| 7     | Anna Henderson          | GBR  | + 1:44 min                 |
| 8     | Ellen van Dijk          | NED  | + 1:47 min                 |
| 9     | Juliette Labous         | FRA  | + 1:51 min                 |
| 10    | Amber Neben             | USA  | + 2:20 min                 |

Streckenlänge: 29,9 Kilometer
Es gingen 70 Teilnehmerinnen aus 45 Ländern an den Start. Die dreifache Ex-Weltmeisterin Ellen van Dijk zeigte sich nach Mutterschaft und Verletzungen wieder in guter Form und setzte eine Bestzeit, die nur von den letzten Starterinnen noch verbessert wurde. Es gewann die Olympiasiegerin Grace Brown vor Demi Vollering und der Titelverteidigerin Chloé Dygert, die als letzte gestartet war und noch Antonia Niedermaier vom Podium verdrängte; diese gewann jedoch den Titel der Kategorie U23. Fünfte wurde Lotte Kopecky, die kurz zuvor Europameisterin geworden war. Amber Neben gelang im Alter von 49 Jahren eine Top-10-Platzierung.
Weitere Platzierungen:
 Elena Hartmann (13.), Jasmin Liechti (20.)
 Franziska Koch (15.)
 Marie Schreiber (25.)
 Tabea Huys (27.)

#### Straßenrennen
| Platz | Athletin             | Zeit                    |
| ----- | -------------------- | ----------------------- |
| 1     | Lotte Kopecky        | 4:05:26 h (37,672 km/h) |
| 2     | Chloé Dygert         | + 0:00 min              |
| 3     | Elisa Longo Borghini | + 0:00 min              |
| 4     | Liane Lippert        | + 0:00 min              |
| 5     | Demi Vollering       | + 0:00 min              |
| 6     | Ruby Roseman-Gannon  | + 0:00 min              |
| 7     | Justine Ghekiere     | + 1:06 min              |
| 8     | Marianne Vos         | + 1:06 min              |
| 9     | Riejanne Markus      | + 1:06 min              |
| 10    | Blanka Vas           | + 3:00 min              |

Es starteten 194 Fahrerinnen aus 68 Nationen. Bei Regen und nur 11 Grad entwickelte sich ein Ausscheidungsrennen. Zwei Runden vor Schluss waren noch etwa 50 Fahrerinnen im Feld, bevor eine Tempoverschärfung auf Bergstrasse und Witikonerstrasse eine Selektion bewirkten. Riejanne Markus und Justine Ghekiere setzten sich von den anderen ab, später schlossen noch Marianne Vos und Ruby Roseman-Gannon zu ihnen auf. Beim letzten Zieldurchgang hatte diese Gruppe rund eine Minute Vorsprung vor gut 20 Verfolgerinnen.
Beim letzten Anstieg der Bergstrasse konnten Lotte Kopecky, Chloé Dygert, Demi Vollering, Elisa Longo Borghini und Liane Lippert die übrigen Verfolger hinter sich lassen und holten die Spitzengruppe ein. An der Schmalzgrueb attackierte Vollering, hängte aber neben Ghekiere nur ihre Landsfrauen Vos und Markus ab. Sie war nun isoliert in einer Gruppe mit mehreren besseren Sprinterinnen und wurde nach dem Rennen vielfach für ihre Taktik kritisiert. Longo Borghini versuchte in der Schlussphase ein Solo, wurde aber wieder eingeholt, insbesondere durch den Einsatz Vollerings. Den Sprint der Spitzengruppe gewann Kopecky, die erfolgreich ihren Titel verteidigte. 112 Sportlerinnen konnten sich platzieren, darunter:
 Antonia Niedermaier (18.), Franziska Koch (43.)
 Noemi Rüegg (11.), Elise Chabbey (23.), Elena Hartmann (40.), Jasmin Liechti (72.)
 Carina Schrempf (28.)

### Männer Elite

#### Einzelzeitfahren
| Platz | Name               | Land | Zeit                       |
| ----- | ------------------ | ---- | -------------------------- |
| 1     | Remco Evenepoel    | BEL  | 53:01,98 min (52,156 km/h) |
| 2     | Filippo Ganna      | ITA  | + 0:06 min                 |
| 3     | Edoardo Affini     | ITA  | + 0:54 min                 |
| 4     | Joshua Tarling     | GBR  | + 1:17 min                 |
| 5     | Jay Vine           | AUS  | + 1:24 min                 |
| 6     | Kasper Asgreen     | DEN  | + 1:30 min                 |
| 7     | Tobias Foss        | NOR  | + 1:44 min                 |
| 8     | Stefan Küng        | SUI  | + 1:48 min                 |
| 9     | Victor Campenaerts | BEL  | + 1:55 min                 |
| 10    | Brandon McNulty    | USA  | + 2:04 min                 |

Streckenlänge: 46,1 Kilometer
Es gingen 59 Teilnehmer aus 41 Ländern an den Start. An der Spitze gab es ein Duell zwischen den letzten beiden Startern, dem zweifachen Ex-Weltmeister Filippo Ganna und dem Titelverteidiger und Olympiasieger Remco Evenepoel. Nach der dritten Zwischenzeit führte Evenepoel um 19 Sekunden, auf dem letzten, flachen Teilstück entlang des Zürichsees machte Ganna wieder Zeit gut, aber nicht genug. Edoardo Affini, der eine Woche zuvor Europameister geworden war, komplettierte das Podium. Jay Vine hatte an der zweiten Zwischenzeit an dritter Stelle gelegen, stürzte aber auf der Abfahrt zum Zürichsee. Er setzte sichtlich gezeichnet die Fahrt fort und endete auf dem fünften Platz.
Weitere Platzierungen:
 Miguel Heidemann (20.), Maximilian Schachmann (23.)
 Stefan Bissegger (29.)

#### Straßenrennen
| Rang | Athlet               | Zeit                    |
| ---- | -------------------- | ----------------------- |
| 1    | Tadej Pogačar        | 6:27:30 h (42,410 km/h) |
| 2    | Ben O’Connor         | + 0:34 min              |
| 3    | Mathieu van der Poel | + 0:58 min              |
| 4    | Toms Skujiņš         | + 0:58 min              |
| 5    | Remco Evenepoel      | + 0:58 min              |
| 6    | Marc Hirschi         | + 0:58 min              |
| 7    | Ben Healy            | + 1:00 min              |
| 8    | Enric Mas            | + 1:01 min              |
| 9    | Quinn Simmons        | + 2:18 min              |
| 10   | Romain Bardet        | + 2:18 min              |

Es gingen 196 Fahrer aus 57 Nationen an den Start über 273,9 km. Vor dem Rennen wurde eine Gedenkminute für die zuvor verstorbene Muriel Furrer gehalten.
Als Topfavoriten galten Tour- und Giro-Gewinner Tadej Pogačar, der zweifache Olympiasieger Remco Evenepoel sowie Titelverteidiger Mathieu van der Poel. Die anfängliche Spitzengruppe von sechs Fahrern erhielt fünf Runden vor Schluss Verstärkung durch eine zweite Gruppe, in der sich der Slowene Jan Tratnik befand. 100 km vor dem Ende beschleunigte Pogačar auf der Witikonerstrasse und überbrückte anderthalb Minuten zur Spitzengruppe. Eine Reaktion im Peloton blieb aus, die anderen Titelanwärter hielten Pogačars Aktion für verfrüht, er selbst bezeichnete sie später als „dumm“.
Auf dem Rückweg nach Zürich spannte sich Tratnik für Pogačar ein, und das belgische Team organisierte die Verfolgung, so dass sich der Rückstand des Felds auf eine halbe Minute reduzierte. Auf der Bergstrasse schüttelte Pogačar den Rest der Spitzengruppe ab, bis auf Pavel Sivakov, der ihn noch eine Runde begleitete. Im Feld erwiesen sich wiederholte Tempoverschärfungen Evenepoels als kontraproduktiv: Die Domestiken wurden abgeschüttelt, die verbliebenen Mitfavoriten fuhren eher gegen- als miteinander, und Pogačars Vorsprung wuchs auf anderthalb Minuten. Erst in der letzten Runde schwächelte er, sein Vorsprung halbierte sich rapide, doch er gewann um eine halbe Minute vor Ben O’Connor, der eine späte Gegenattacke aus dem Verfolgerfeld lanciert hatte; auf Platz drei sprintete van der Poel vor Toms Skujiņš.
Pogačars Vorstellung wurde von Presse und Konkurrenten mit Worten wie „legendär“ bezeichnet. Eddy Merckx befand, Pogačar stehe nun über ihm. Der lettische Radsportverband kritisierte, dass eine Aktion Mathieu van der Poels, bei der er 58 km vor dem Ziel regelwidrig über den Gehweg gefahren war, ungeahndet geblieben war.
Insgesamt konnten sich 81 Fahrer platzieren, darunter:
 Georg Zimmermann (15.), Florian Lipowitz (28.), Simon Geschke (36.), Georg Steinhauser (50.)
 Stefan Küng (37.)
 Felix Großschartner (29.), Sebastian Schönberger (76.)

### Frauen U23
Die U23-Fahrerinnen starten bei beiden Disziplinen im Feld der Elite und nehmen an deren Wertung teil. Sie haben aber zugleich ihre eigene Wertung und damit zwei Medaillenchancen auf einmal.

#### Einzelzeitfahren
| Rang | Name                | Land | Zeit                       |
| ---- | ------------------- | ---- | -------------------------- |
| 1    | Antonia Niedermaier | GER  | 40:21,14 min (44,458 km/h) |
| 2    | Jasmin Liechti      | SUI  | + 2:11 min                 |
| 3    | Julie De Wilde      | BEL  | + 2:16 min                 |

Streckenlänge: 29,9 Kilometer
Es gingen 21 Fahrerinnen dieser Kategorie an den Start. Antonia Niedermaier verteidigte ihren Titel aus dem Vorjahr mit deutlichem Vorsprung vor Jasmin Liechti und Julie De Wilde. Im Gesamtklassement belegten diese Fahrerinnen die Ränge 4, 20 und 22.

#### Straßenrennen
| Rang | Name                | Land | Zeit                    |
| ---- | ------------------- | ---- | ----------------------- |
| 1    | Puck Pieterse       | NED  | 4:08:26 h (37,217 km/h) |
| 2    | Neve Bradbury       | AUS  | + 0:00 min              |
| 3    | Antonia Niedermaier | GER  | + 0:00 min              |

Streckenlänge: 154,1 Kilometer
Es gingen 53 Fahrerinnen dieser Kategorie aus 38 Nationen an den Start, von denen sich 13 platzieren konnten. Die drei besten kamen drei Minuten nach den besten Elite-Fahrerinnen zum Ziel und machten den U23-Titel unter sich aus.

### Männer U23

#### Einzelzeitfahren
| Platz | Name             | Land | Zeit                       |
| ----- | ---------------- | ---- | -------------------------- |
| 1     | Iván Romeo       | ESP  | 36:42,70 min (48,867 km/h) |
| 2     | Jakob Söderqvist | SWE  | + 0:32 min                 |
| 3     | Jan Christen     | SUI  | + 0:40 min                 |
| 4     | Alec Segaert     | BEL  | + 0:54 min                 |
| 5     | Robin Orins      | BEL  | + 0:57 min                 |
| 6     | Darren Rafferty  | IRL  | + 1:01 min                 |
| 7     | Niklas Behrens   | GER  | + 1:08 min                 |
| 8     | Artem Shmidt     | USA  | + 1:10 min                 |
| 9     | Wessel Mouris    | NED  | + 1:11 min                 |
| 10    | Adam Rafferty    | IRL  | + 1:17 min                 |

Streckenlänge: 29,9 Kilometer
Es gingen 69 Teilnehmer aus 42 Ländern an den Start. Iván Romeo setzte sich vor allem dank einer starken Leistung im letzten Renndrittel durch, also dem flachen Abschnitt entlang des Seeufers. Der im Vorfeld als Favorit gehandelte Alec Segaert lag bei der letzten Zwischenzeit noch vor Romeo, konnte sein Tempo aber nicht halten und fiel noch aus den Medaillenrängen.
Weitere Platzierungen:
 Fabian Weiss (19.)
 Ole Theiler (25.)
 Adrian Stieger (33.)

#### Straßenrennen
| Platz | Name             | Land | Zeit       |
| ----- | ---------------- | ---- | ---------- |
| 1     | Niklas Behrens   | GER  | 3:57:24 h  |
| 2     | Martin Svrček    | SVK  | gl. Zeit   |
| 3     | Alec Segaert     | BEL  | + 0:28 min |
| 4     | Jan Christen     | SUI  | + 0:39 min |
| 5     | Joseph Blackmore | GBR  | + 0:46 min |
| 6     | Isaac Del Toro   | MEX  | gl. Zeit   |
| 7     | Jarno Widar      | BEL  | + 0:50 min |
| 8     | Tibor Del Grosso | NED  | + 1:25 min |
| 9     | Iván Romeo       | ESP  | + 2:27 min |
| 10    | Igor Arrieta     | ESP  | + 1:17 min |

Es gingen 183 Teilnehmer aus 63 Ländern an den Start über 173,6 km. 80 von ihnen schieden unterwegs aus. Während der ersten zwei von vier Runden ergoss sich heftiger Regen über die Fahrer. In der dritten Runde sprengte eine Attacke von Jan Christen das Feld. Bei der letzten Zieldurchfahrt hatte er etwa 45 s Vorsprung auf seine Verfolger, von denen nach der letzten Steigung Richtung Witikon nur noch Niklas Behrens, Joseph Blackmore, Isaac Del Toro, Martin Svrček und Jarno Widar übrig waren. Durch eine Unstimmigkeit bei der Ablösung spaltete sich die Verfolgergruppe, und Behrens sowie Svrček nutzten die Gelegenheit, schlossen bei Schmalzgrueb zu Christen auf und überholten ihn; Behrens gewann den Zielsprint vor Svrček. Inzwischen war Christen auch von den drei anderen Verfolgern eingeholt worden. Die dann herrschende Uneinigkeit in der Gruppe erlaubte es Alec Segaert, diese ein- und sogleich zu überholen; er kam damit auf den dritten Platz.
Weitere Platzierungen:
 Fabio Christen (13.), Fabian Weiss (33.), Arnaud Tendon (62.)
 Arno Wallenborn (14.), Mathieu Kockelmann (67.), Alexandre Kess (76.)
 Emil Herzog (16.), Tim Torn Teutenberg (31.), Julian Borresch (36.), Ole Theiler (44.)
 Sebastian Putz (49.), Marco Schrettl (73.), Philipp Hofbauer (74.)

### Junioren

#### Einzelzeitfahren
| Platz | Name                  | Land | Zeit                       |
| ----- | --------------------- | ---- | -------------------------- |
| 1     | Paul Seixas           | FRA  | 28:08,43 min (53,091 km/h) |
| 2     | Jasper Schoofs        | BEL  | + 0:06 min                 |
| 3     | Matisse Van Kerckhove | BEL  | + 0:07 min                 |
| 4     | William Holmes        | AUS  | + 0:15 min                 |
| 5     | Seth Dunwoody         | IRL  | + 0:23 min                 |
| 6     | Albert Philipsen      | DEN  | + 0:24 min                 |
| 7     | Lorenzo Finn          | ITA  | + 0:25 min                 |
| 8     | Carl Emil Pedersen    | DEN  | + 0:35 min                 |
| 9     | Ashlin Barry          | USA  | + 0:41 min                 |
| 10    | Conor Murphy          | IRL  | + 0:42 min                 |

Streckenlänge: 24,9 Kilometer
Alle 66 gemeldeten Teilnehmer aus 42 Ländern gingen an den Start des Parcours, der im Gegensatz zu dem der Elite und U23 völlig flach am Ufer des Zürichsees verlief. Die Durchschnittsgeschwindigkeiten waren denn auch höher als in der Elite und die Abstände klein. Es gewann der Franzose Paul Seixas, der im Verlauf der Saison schon über ein Dutzend internationaler Juniorenrennen gewonnen hatte.
Weitere Platzierungen:
 Ian Kings (13.), Paul Fietzke (22.)
 Valentin Poschacher (25.)
 Nicolas Bialon (29.)

#### Straßenrennen
| Platz | Athlet               | Zeit (h)              |
| ----- | -------------------- | --------------------- |
| 1     | Lorenzo Finn         | 2:57:05 (43,098 km/h) |
| 2     | Sebastian Grindley   | + 2:05                |
| 3     | Senna Remijn         | + 3:06                |
| 4     | Paul Fietzke         | + 3:06                |
| 5     | Ashlin Barry         | + 3:06                |
| 6     | Héctor Álvarez       | + 3:44                |
| 7     | Paul Seixas          | + 4:11                |
| 8     | Jurgen Zomermaand    | + 4:11                |
| 9     | Theodor Clemmensen   | + 6:45                |
| 10    | Håkon Eiksund Øksnes | + 7:04                |

Streckenlänge: 127,2 Kilometer
Es gingen 158 Fahrer aus 60 Ländern an den Start des Rennens, von denen sich 90 Fahrer platzieren konnten. Das Rennen ging bei heftigem Dauerregen über die Bühne, das Peloton reduzierte sich auf den wiederholten Steigungen schon früh. Auf der ersten von drei Runden des City Circuit wagte Lorenzo Finn einen Alleingang. Er wurde während der zweiten Runde an der Tobelmüli durch Titelverteidiger Albert Philipsen sowie Sebastian Grindley und Héctor Álvarez eingeholt. In der dritten Runde glitt Philipsen auf der Abfahrt nach der Zürichbergstrasse weg und schied aus. Finn erwies sich als der stärkste und holte einen großen Vorsprung vor Grindley heraus, während Álvarez entkräftet zurückfiel und noch von mehreren Verfolgern überholt wurde. Senna Remijn gewann den Sprint um Bronze vor Paul Fietzke und Ashlin Barry.
Weitere Platzierungen:
 Benedikt Benz (31.), Pepe Albrecht (57.), Ian Kings (76.)
 Valentin Hofer (41.), Johannes Kosch (69.)
 Nicolas Halter (17.), Nicolas Ginter (38.), Nicola Zumsteg (47.)

### Juniorinnen

#### Einzelzeitfahren
| Platz | Athletin            | Land | Zeit (min)             |
| ----- | ------------------- | ---- | ---------------------- |
| 1     | Cat Ferguson        | GBR  | 23:49,72 (47,338 km/h) |
| 2     | Viktória Chladoňová | SVK  | + 0:34,30              |
| 3     | Imogen Wolff        | GBR  | + 0:36,60              |
| 4     | Fee Knaven          | NED  | + 0:47,69              |
| 5     | Kamilla Aasebø      | NOR  | + 0:54,96              |
| 6     | Lauren Bates        | AUS  | + 0:58,43              |
| 7     | Paula Ostiz Taco    | ESP  | + 1:03,79              |
| 8     | Messane Bräutigam   | GER  | + 1:09,27              |
| 9     | Megan Arens         | NED  | + 1:09,34              |
| 10    | Sidney Swierenga    | CAN  | + 1:09,37              |

Streckenlänge: 18,8 Kilometer
Es gingen 58 Fahrerinnen aus 34 Nationen an den Start. Es siegte die Britin Cat Ferguson, die zuvor im Jahr schon auf der Bahn Junioren-Europameisterin sowie zweifache Junioren-Weltmeisterin geworden war.
Weitere Platzierungen:
 Joelle Amelie Messemer (17.)
 Lara Liehner (41.), Muriel Furrer (44.)

#### Straßenrennen
| Platz | Athletin            | Zeit (h)              |
| ----- | ------------------- | --------------------- |
| 1     | Cat Ferguson        | 1:54:48 (38,467 km/h) |
| 2     | Paula Ostiz         | + 0:00                |
| 3     | Viktória Chladoňová | + 0:00                |
| 4     | Megan Arens         | + 0:09                |
| 5     | Célia Gery          | + 0:53                |
| 6     | Imogen Wolff        | + 1:26                |
| 7     | Kamilla Aasebø      | + 1:26                |
| 8     | Amandine Muller     | + 1:26                |
| 9     | Lara Liehner        | + 1:26                |
| 10    | Lucy Bénézet Minns  | + 1:26                |

Streckenlänge: 73,6 Kilometer
Bei beständigem Regen gingen 120 Fahrerinnen aus 44 Nationen an den Start. In der Steigung vom Greifensee hinüber zum Zürichsee wurde die Mehrzahl der Fahrerinnen abgehängt, und bei der ersten Durchfahrt in Zürich zählte die Spitzengruppe noch etwa 25 Köpfe. In der Steigung nach Witikon bildete sich ein Spitzentrio aus Cat Ferguson, Paula Ostiz und Viktória Chladoňová. Auf dem letzten Kilometer belauerten sich die drei Führenden lange, bevor es zum Sprint kam, den Ferguson gewann; durch das verschleppte Tempo kam Megan Arens noch bis auf wenige Sekunden an die drei heran. Im Sprint um Platz fünf zwischen Célia Gery und Giada Silo fiel letztere heftig und blieb mehrere Minuten lang liegen.
Weitere Platzierungen:
 Caoilinn Littbarski-Gray (18.), Laura Nollau (22.), Joelle Amelie Messemer (34.), Magdalena Leis (82.), Messane Bräutigam (87.)
 Sirin Stadler (37.), Chiara Mettier (47.)
 Ramona Griesser (65.)
Erst mehrere Stunden nach dem Rennen wurde bekannt, dass die Schweizer Fahrerin Muriel Furrer gestürzt und schwer verletzt ins Krankenhaus eingeliefert worden war; sie verstarb am Tag darauf (siehe Tödlicher Unfall).

### Mixed-Staffel
| Platz | Land        | Fahrer                                               | Fahrerinnen                                                   | Zeit          |
| ----- | ----------- | ---------------------------------------------------- | ------------------------------------------------------------- | ------------- |
| 1     | Australien  | Michael Matthews Ben O’Connor Jay Vine               | Grace Brown Brodie Chapman Ruby Roseman-Gannon                | 1:12:52,28 h  |
| 2     | Deutschland | Marco Brenner Miguel Heidemann Maximilian Schachmann | Franziska Koch Liane Lippert Antonia Niedermaier              | + 0:00,85 min |
| 3     | Italien     | Edoardo Affini Mattia Cattaneo Filippo Ganna         | Elisa Longo Borghini Soraya Paladin Gaia Realini              | + 0:08,25 min |
| …     |             |                                                      |                                                               |               |
| 8     | Schweiz     | Stefan Bissegger Johan Jacobs Fabian Weiss           | Elise Chabbey Jasmin Liechti Noemi Rüegg                      | + 2:51,73 min |
| 10    | Österreich  | Philipp Hofbauer Felix Ritzinger Adrian Stieger      | Carina Schrempf Christina Schweinberger Kathrin Schweinberger | + 4:51,33 min |

Streckenlänge: 53,7 Kilometer
Es nahmen 20 Mannschaften teil, was einen neuen Rekord bedeutete, darunter wie in den Vorjahren eine Mannschaft des Centre Mondial du Cyclisme. Allerdings blieben Mannschaften wie die der Niederlande, Belgiens oder Großbritanniens dem Wettkampf fern, was diverse Kommentatoren an der Zukunft des Wettkampfs zweifeln ließ.
Das Rennen entwickelte sich jedoch zu einem spannenden Wettkampf zwischen Deutschland, Australien, Italien und Frankreich. An der ersten Zwischenzeit, die nach einem längeren Anstieg gelegen war, führten die deutschen Männer, doch lagen die vier Teams innerhalb von acht Sekunden. Als die Männer ihre Runde beendeten, lag Australien vor Italien, die Mannschaften Deutschlands und Frankreichs waren 21 bzw. 22 Sekunden zurück.
Nach einer Aufholjagd der deutschen Frauen lagen die ersten drei Teams an der Zwischenzeit wieder nur fünf Sekunden auseinander, während Frankreich weit zurückgefallen war. Im Ziel konnte Australien einen Vorsprung von nur 85 Hundertstelsekunden auf Deutschland behaupten, Italien wurde Dritter. Die Titelverteidiger aus der Schweiz, unter anderem ohne Marlen Reusser und Stefan Küng angetreten, konnten nicht in die Entscheidung eingreifen.

## Medaillenspiegel
| Platz  | Land               | Gold | Silber | Bronze | Gesamt |
| ------ | ------------------ | ---- | ------ | ------ | ------ |
| 1      | Australien         | 2    | 2      | 0      | 4      |
| 2      | Belgien            | 2    | 1      | 3      | 6      |
| 3      | Deutschland        | 2    | 1      | 1      | 4      |
| 3      | Großbritannien     | 2    | 1      | 1      | 4      |
| 5      | Italien            | 1    | 1      | 3      | 5      |
| 6      | Niederlande        | 1    | 1      | 2      | 4      |
| 7      | Spanien            | 1    | 1      | 0      | 2      |
| 8      | Frankreich         | 1    | 0      | 0      | 1      |
| 8      | Slowenien          | 1    | 0      | 0      | 1      |
| 10     | Slowakei           | 0    | 2      | 1      | 3      |
| 11     | Schweiz            | 0    | 1      | 1      | 2      |
| 11     | Vereinigte Staaten | 0    | 1      | 1      | 2      |
| 13     | Schweden           | 0    | 1      | 0      | 1      |
| Gesamt | Gesamt             | 13   | 13     | 13     | 39     |

## Aufgebote

### Bund Deutscher Radfahrer
- Frauen Strassenrennen Elite/U23: Franziska Koch, Clara Koppenburg, Liane Lippert, Hannah Ludwig, Antonia Niedermaier, Linda Riedmann
- Frauen Einzelzeitfahren: Franziska Koch, Antonia Niedermaier
- Juniorinnen Strassenrennen: Messane Bräutigam, Magdalena Leis, Caoilinn Littbarski-Gray, Joelle Amelie Messemer, Laura Nollau
- Juniorinnen Einzelzeitfahren: Messane Bräutigam, Joelle Amelie Messemer
- Mixed-Staffel Elite: Franziska Koch, Liane Lippert, Antonia Niedermaier, Marco Brenner, Miguel Heidemann, Maximilian Schachmann
- Männer Elite Strassenrennen: Marco Brenner, Florian Lipowitz, Simon Geschke, Georg Steinhauser, Maximilian Schachmann, Georg Zimmermann. Ersatz: Florian Stork, Jonas Rutsch
- Männer Elite Einzelzeitfahren: Miguel Heidemann, Maximilian Schachmann
- Männer U23 Strassenrennen: Niklas Behrens, Julian Borresch, Emil Herzog, Tim Torn Teutenberg, Ole Theiler
- Männer U23 Einzelzeitfahren: Niklas Behrens, Ole Theiler
- Junioren Strassenrennen: Pepe Albrecht, Benedikt Benz, Paul Fietzke, Ian Kings
- Junioren Einzelzeitfahren: Paul Fietzke, Ian Kings

### Cycling Austria
- Frauen Elite Strassenrennen: Valentina Cavallar, Carina Schrempf, Christina Schweinberger, Kathrin Schweinberger
- Frauen Elite Einzelzeitfahren: Christina Schweinberger
- Frauen U23 Strassenrennen: Tabea Huys, Elisa Winter
- Frauen U23 Einzelzeitfahren: Tabea Huys
- Männer Strassenrennen: Tobias Bayer, Felix Gall, Michael Gogl, Felix Großschartner, Sebastian Schönberger, Emanuel Zangerle
- Männer Einzelzeitfahren: unbesetzt
- Männer U23 Strassenrennen: Alexander Hajek, Marco Schrettl, Sebastian Putz, Philipp Hofbauer
- Männer U23 Einzelzeitfahren: Adrian Stieger

### Swiss Cycling
- Frauen Elite Strassenrennen: Caroline Baur, Elise Chabbey, Elena Hartmann, Noemi Rüegg
- Frauen Elite Einzelzeitfahren: Elena Hartmann, Jasmin Liechti
- Frauen U23 Strassenrennen: Jasmin Liechti, Linda Zanetti
- Juniorinnen Strassenrennen: Muriel Furrer, Lara Liehner, Chiara Mettier, Sirin Städler
- Juniorinnen Einzelzeitfahren: Muriel Furrer, Lara Liehner
- Männer Strassenrennen: Silvan Dillier, Marc Hirschi, Johan Jacobs, Mauro Schmid, Yannis Voisard
- Männer Einzelzeitfahren: Stefan Bissegger
- Männer U23 Strassenrennen: Ilian Barhoumi, Jan Christen, Arnaud Tendon, Fabian Weiss, Fabio Christen
- Männer U23 Einzelzeitfahren: Jan Christen, Fabian Weiss
- Junioren Strassenrennen: Nicolas Ginter, Nicolas Halter, Nicola Zumsteg
- Junioren Einzelzeitfahren: Nicolas Bialon, Nicolas Ginter